# 애적이상생활
《애적이상생활》(爱的理想生活)은 2021년 방송되었던 중국의 드라마이다.

## 줄거리
- 연애, 결혼, 출산이 완벽한 인생이라 꿈꾸는 다이시시, 사랑하면 함께하고, 그렇지 않으면 헤어지는 쿨한 그녀 원루쉐, 지적이면서도 차가운 센 언니 딩후이차오, 마지막으로 나이는 어리지만 경험은 누구보다 풍부한 원샤오양이 한 도시에서 서로 의지하며 살게 되는데...

## 등장 인물
- 위대훈 - 단서 역
- 인타오 - 온여설 역
- 쑹이 - 대희희 역
- 자오진마이 - 온소양 역
- 뇌슬림 (Nita Lei) - 정회교 역
- 쑨이저우 - 이문삼 역
- 장커잉 - 샤오팡 역